# Campoformido
Pour les articles homonymes, voir Campo-Formio (homonymie).
Campoformido est une commune de la province d'Udine, dans la région Frioul-Vénétie Julienne, en Italie. Il s'agit d'un toponyme documenté en 1219 (Campiformi), dérivant du latin médiéval Campus Formidus = Champ Chaud. Campoformio, documenté en 1281, est le nom vénitien, qui devient Campo Formio (sans trait d'union) dans le texte original du traité (et qui en Italie est inconnu), d'où la forme exclusivement française Campo-Formio.

## Histoire
Le traité de Campo-Formio, signé le 17 octobre 1797 à la villa Manin de Passariano, hameau de la commune de Codroipo, où le général Bonaparte avait fixé sa résidence, fut daté du 18 octobre 1797 à Campo-Formio, à mi-chemin entre Passariano et Udine,qui hébergeait les plénipotentiaires autrichiens. Selon l'historien Angelo Geatti, le traité aurait été signé effectivement à Campoformido, dans la maison de Bertrando del Torre, qui était à l'époque un relais de poste. Aujourd'hui dans ce bâtiment, au numéro 4 de la place du Traité (Piazza del Trattato), il y a l'Osteria del Trattato (taverne du Traité). Quand, après le traité de Presbourg (26 décembre 1805), le Frioul fut annexé au royaume d'Italie, une plaque commémorative célébra le décennal du traité en 1807. Elle est encore sur place, sur la façade de l'Osteria, et on y lit : 
« NAPOLEO MAGNUS / PIUS FELIX INVICTUS AUGUSTUS / FOEDERE CAMPOFORMIDENSI / PACIFICUS / XVI KAL.NOV.AN. MDCCXCVII. »
« Napoléon le Grand / Pieux Heureux Invaincu Auguste / par le traité de Campo-Formio / Pacificateur / le seizième jour avant les kalendes de novembre (= le 17 octobre) 1797. »

## Administration
| Période                                  | Période      | Identité         | Étiquette           | Qualité |
| ---------------------------------------- | ------------ | ---------------- | ------------------- | ------- |
| 22 mai 1995                              | 16 juin 2004 | Piero Fontanini  | Lega Nord           |         |
| 17 juin 2004                             | 25 mai 2014  | Andrea Zuliani   | Lista Civica        |         |
| 26 mai 2014                              | En cours     | Monica Bertolini | Uniti per il Comune |         |
| Les données manquantes sont à compléter. |              |                  |                     |         |

### Hameaux
Basaldella, Bressa, Villa Primavera.

### Communes limitrophes
Basiliano, Pasian di Prato, Pozzuolo del Friuli, Udine.